# Antoine Walker
Antoine Devon Walker (* 12. August 1976 in Chicago, Illinois) ist ein ehemaliger US-amerikanischer Basketballspieler, der von 1996 bis 2008 in der National Basketball Association (NBA) aktiv war.
Walker wurde insgesamt drei Mal in den Kader des NBA All-Star Games (1998, 2002, 2003) berufen und stand dabei 2002 in der Starting Five. 2006 konnte er mit den Miami Heat die NBA-Meisterschaft gewinnen. In seiner NBA-Karriere erzielte er durchschnittlich 17,5 Punkte, 7,7 Rebounds und 3,5 Assists in 893 Spielen.

## Karriere

### Jugend und College
Der 2,06 Meter große Walker besuchte während seiner Jugend die Mount Carmel High School. Später wechselte er auf die University of Kentucky, wo er unter dem bekannten College-Trainer Rick Pitino Meister in der NCAA Men's Division 1 Basketball Championship 1996 wurde. Er wurde zum MVP ernannt und im gleichen Jahr beim alljährlichen NBA Draft an sechster Stelle von den Boston Celtics ausgewählt. 

### NBA
Für seine Leistung im ersten Jahr als Profispieler wurde er in das NBA All-Rookie First Team berufen. Bei den Celtics war er bis 2003 aktiv und erreichte in der Saison 2001/02 das Finale der Eastern Conference, wo man sich mit 2:4 gegen die New Jersey Nets geschlagen geben musste. In seiner Zeit in Boston gehörte Walker zu den besten Forwards der Liga. In sieben Jahren bei den Celtics erzielte er rund 20 Punkte, 8,5 Rebounds, 1,5 Steals und 4 Assists pro Partie im Schnitt.
Kurz vor dem Start der Saison 2003/04 wurde Walker zu den Dallas Mavericks transferiert. Hier konnte er sich aufgrund von starker Konkurrenz nicht durchsetzen und wurde nach nur einem Jahr an die Atlanta Hawks abgegeben. Im Gegenzug wechselte unter anderem Jason Terry zu den Mavericks. Auch bei den Hawks hielt es Walker nicht lange und so kehrte er während der Saison 2004/05 zurück zu den Boston Celtics.
Im August desselben Jahres war ein Bestandteil des größten Transfers in der NBA-Geschichte: Walker und 12 weitere Spieler wurden von fünf verschiedenen Vereinen getradet. Er wurde dabei zu den Miami Heat transferiert, mit denen er 2006 die NBA-Meisterschaft gewinnen konnte.

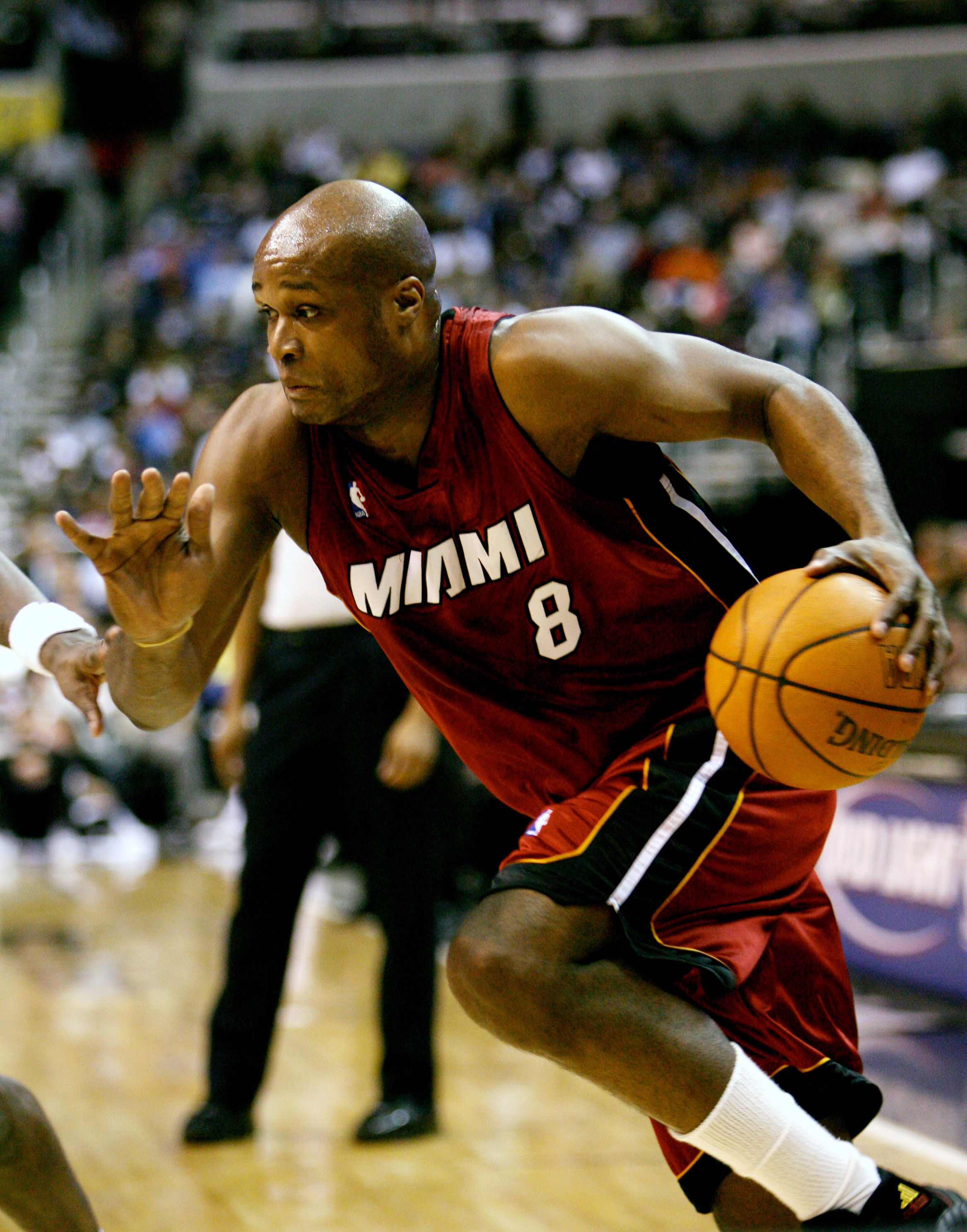
Walker gewann 2006 mit den Miami Heat die NBA-Meisterschaft

Am 24. Oktober 2007 wurde Walker zusammen mit Michael Doleac, Wayne Simien, einem Erstrunden-Draftpick und Geldmittel zu den Minnesota Timberwolves geschickt, die Miami Heat erhielten im Gegenzug Ricky Davis und Mark Blount. Mit den Wolves verpasste Walker die Playoffs, die er in sechs Jahren zuvor immer erreicht hatte.
Am 26. Juni 2008 wurde Walker erneut transferiert. Im Paket mit seinen Teamkollegen Marko Jarić, Greg Buckner und dem im Draft an dritter Stelle gewählten O. J. Mayo wechselte er nach Tennessee zu den Memphis Grizzlies. Die Timberwolves erhielten im Gegenzug Mike Miller, Jason Collins, Brian Cardinal und die Rechte an Kevin Love. Walker absolvierte jedoch kein Spiel für die Grizzlies und wurde noch im gleichen Jahr aus seinem Vertrag entlassen.

### Seit 2009
Nachdem er die Saison 2009/2010 in Puerto Rico verbracht und dort für die Mets de Guaynabo gespielt hatte, versuchte er zur Saison 2010/11 eine Rückkehr in die NBA. Er absolvierte ein Probetraining bei den Charlotte Bobcats, erhielt aber keinen Vertrag für die Saison. 
Daraufhin schloss er sich den Idaho Stampede in der NBA D-League an. Am 9. Dezember 2010 gab er bei einem 83 zu 80 Sieg gegen die Dakota Wizards sein Debüt für Stampede und steuerte 13 Punkte zum Sieg bei. Er spielte zwei Jahre für das Team und gab im April 2012 nach dem letzten Saisonspiel das Ende seiner aktiven Karriere bekannt.

## Erfolge und Auszeichnungen
- NBA-Champion 2006 mit den Miami Heat
- NBA All-Star (3): 1998, 2002, 2003
- NBA All-Rookie First Team 1997
- NCAA-Champion 1996 mit Kentucky

## Sonstiges
- Walker wurde bereits zweimal ausgeraubt: Einmal im Juli 2000, zusammen mit Nazr Mohammed beim Verlassen eines Restaurants,[5] sowie 2007, in seinem eigenen Haus.[6]
- Walker ziert das Cover des Videospiels NBA Live 1999 von EA Sports.
- Am 18. Mai 2010 musste Walker wegen Zahlungsunfähigkeit Insolvenz anmelden.[7]

## NBA-Statistiken

### Regular Season
| Saison   | Team      | GP  | GS  | MPG  | FG % | 3P % | FT % | RPG  | APG | SPG | BPG | PPG  |
| -------- | --------- | --- | --- | ---- | ---- | ---- | ---- | ---- | --- | --- | --- | ---- |
| 1996–97  | Boston    | 82  | 68  | 36.2 | .425 | .327 | .631 | 9.0  | 3.2 | 1.3 | .6  | 17.5 |
| 1997–98  | Boston    | 82  | 82  | 39.9 | .423 | .312 | .645 | 10.2 | 3.3 | 1.7 | .7  | 22.4 |
| 1998–99  | Boston    | 42  | 41  | 36.9 | .412 | .369 | .559 | 8.5  | 3.1 | 1.5 | .7  | 18.7 |
| 1999–00  | Boston    | 82  | 82  | 36.6 | .430 | .256 | .699 | 8.0  | 3.7 | 1.4 | .4  | 20.5 |
| 2000–01  | Boston    | 81  | 81  | 41.9 | .413 | .367 | .716 | 8.9  | 5.5 | 1.7 | .6  | 23.4 |
| 2001–02  | Boston    | 81  | 81  | 42.0 | .394 | .344 | .741 | 8.8  | 5.0 | 1.5 | .5  | 22.1 |
| 2002–03  | Boston    | 78  | 78  | 41.5 | .388 | .323 | .615 | 7.2  | 4.8 | 1.5 | .4  | 20.1 |
| 2003–04  | Dallas    | 82  | 82  | 34.6 | .428 | .269 | .554 | 8.3  | 4.5 | .8  | .8  | 14.0 |
| 2004–05  | Atlanta   | 53  | 53  | 40.2 | .415 | .317 | .534 | 9.4  | 3.7 | 1.2 | .6  | 20.4 |
| 2005–06  | Boston    | 24  | 24  | 34.5 | .442 | .342 | .557 | 8.3  | 3.0 | 1.0 | 1.1 | 16.3 |
| 2005–06  | Miami     | 82  | 19  | 26.8 | .435 | .358 | .628 | 5.1  | 2.0 | .6  | .4  | 12.2 |
| 2006–07  | Miami     | 78  | 15  | 23.3 | .397 | .275 | .438 | 4.3  | 1.7 | .6  | .2  | 8.5  |
| 2007–08  | Minnesota | 46  | 1   | 19.4 | .363 | .324 | .530 | 3.7  | 1.0 | .7  | .2  | 8.0  |
| Gesamt   |           | 893 | 707 | 35.3 | .414 | .325 | .633 | 7.7  | 3.5 | 1.2 | .5  | 17.5 |
| All-Star |           | 3   | 1   | 13.3 | .350 | .300 | .500 | 2.0  | 1.3 | .7  | .0  | 6.0  |

### Playoffs
| Saison  | Team   | GP | GS | MPG  | FG % | 3P % | FT % | RPG  | APG | SPG | BPG | PPG  |
| ------- | ------ | -- | -- | ---- | ---- | ---- | ---- | ---- | --- | --- | --- | ---- |
| 2001–02 | Boston | 16 | 16 | 43.9 | .411 | .385 | .781 | 8.6  | 3.3 | 1.5 | .4  | 22.1 |
| 2002–03 | Boston | 10 | 10 | 44.0 | .415 | .356 | .500 | 8.7  | 4.3 | 1.7 | .4  | 17.3 |
| 2003–04 | Dallas | 5  | 5  | 28.0 | .361 | .100 | .571 | 10.0 | 2.4 | 1.2 | .6  | 9.8  |
| 2004–05 | Boston | 6  | 6  | 37.3 | .413 | .368 | .636 | 7.3  | 2.3 | 1.2 | 1.0 | 16.7 |
| 2005–06 | Miami  | 23 | 23 | 37.5 | .403 | .324 | .574 | 5.6  | 2.4 | 1.0 | .3  | 13.3 |
| 2006–07 | Miami  | 4  | 0  | 23.0 | .405 | .500 | .818 | 2.3  | 1.5 | .5  | .2  | 11.8 |
| Gesamt  |        | 64 | 60 | 38.5 | .406 | .352 | .663 | 7.1  | 2.9 | 1.2 | .4  | 16.1 |